# Gino van Kessel
Gino van Kessel (Alkmaar, 9 de março de 1993) é um futebolista profissional curaçauense que atua como atacante.

## Carreira
Gino van Kessel integrou a Seleção Curaçauense de Futebol na Copa Ouro da CONCACAF de 2017.